# Stazione di Temperley
La stazione di Temperley (Estación Temperley in spagnolo) è una stazione ferroviaria della linea Roca situata nell'omonima città della provincia di Buenos Aires.

## Storia
La stazione fu aperta al traffico il 24 settembre 1871 ed intitolata all'industriale d'origine inglese George Temperley che aveva messo a disposizione i terreni per costruirla.

## Descrizione
È il principale snodo ferroviario del sud dell'area metropolitana della grande Buenos Aires. Da Temperley la linea si divide in direzione di Glew/Alejandro Korn, Haedo, Bosques ed Ezeiza.